# Crepidium biauritum
Crepidium biauritum är en orkidéart som först beskrevs av John Lindley, och fick sitt nu gällande namn av Dariusz Lucjan Szlachetko. Crepidium biauritum ingår i släktet Crepidium, och familjen orkidéer. Inga underarter finns listade i Catalogue of Life.